# Fort McMurray

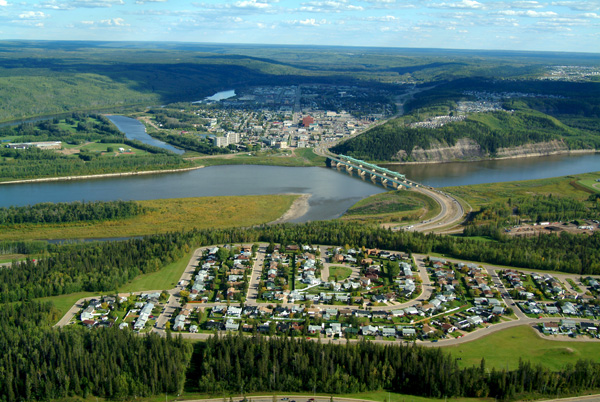
Vista aérea de Fort McMurray

Fort McMurray é uma localidade da província canadense de Alberta, localizada na Municipalidade Regional de Wood Buffalo. Ela está localizada no nordeste da província, no meio das areias betuminosas do Athabasca e rodeada por florestas boreais, sendo que tem desempenhado um papel significativo no desenvolvimento da indústria nacional de petróleo.
Anteriormente designada como uma "cidade", Fort McMurray tornou-se uma "área de serviço urbano" quando foi anexada, em 1 de abril de 1995, ao município de Wood Buffalo (rebatizado de RM de Wood Buffalo em 14 de agosto de 1996). Apesar de sua atual designação oficial, muitos moradores, políticos e meios de comunicação ainda se referem a Fort McMurray como uma cidade. Fort McMurray era conhecida simplesmente como McMurray entre 1947 e 1962.
Segundo o censo canadense de 2011, Fort McMurray tinha uma população de 61 374, um aumento de 28,7% em relação ao registrado em 2006.

## Incêndio de 2016
Um grave incêndio em maio de 2016 levou à evacuação dos seus residentes e causou danos generalizados.
Tiveram de ser retiradas 80 mil pessoas. Mais de duas mil casas ficaram em cinzas. Mais de mil quilómetros quadrados de floresta foram consumidos pelas chamas.